# Звільнення у місто
«Звільнення у місто» (англ. On the Town) — кольоровий американський музичний фільм 1949 року Джина Келлі та Стенлі Донена. Авторами музики до фільму є Леонард Бернстайн та Роджер Еденс, авторами віршів — Бетті Комден та Адольф Ґрін. Це адаптація однойменного бродвейського мюзиклу 1944 року, який у свою чергу є адаптацією балету Джерома Робінса «Fancy Free». Проте авторами було внесено багато змін, як до сценарію так і до музичного оформлення. Так, більшість музичних композицій Бернстайна були замінені новими піснями Еденса, який вважав музику Бернстайна надто складною та «оперною». Це спричинило до бойкоту фільму Бернстайном.
Головні ролі у фільмі виконали Джин Келлі, Френк Сінатра, Джулс Маншин, Бетті Ґаррет, Енн Міллер та Віра-Еллен. Фільм відзначається своїм поєднанням студійних та натурних зйомок, адже Келлі наполягав на тому, щоб певні сцени були відзняті у самому Нью-Йорку, як, наприклад, у Американському музеї природознавства, на Бруклінському мості та у Рокфеллерському центрі.
Фільм миттєво здобув успіх та отримав премію «Оскар» за найкращу музику до музичного фільму, а також був номінований на «Золотий глобус» за найкращу операторську роботу. Автори пісень Комден та Ґрін отримали премію Гільдії сценаристів США за найкращий сценарій до мюзиклу.
У 2006 році фільм посів 19 позицію у списку найкращих мюзиклів за версією Американського інституту кіномистецтва.

## Сюжет
Три моряки — Ґейбі (Джин Келлі), Чіп (Френк Сінатра) та Оззі (Джулс Маншин) — отримують 24-годинну відпустку до Нью-Йорку. Але у той час як Чіп планує відвідати усі визначні місця цього міста, Оззі та Ґейбі воліють провести цей час з дівчатами. До того ж Ґейбі потрібна не просто дівчина, це обов'язково має бути знаменитість. Побачивши у метро скрізь розвішані портрети міс Турнікет червня — гарненької Айві Сміт (Віра-Еллен), — він вирішує, що вона є великою місцевою знаменитістю, відразу закохується у її портрет та вирішує її знайти. У пошуках їм допомагає водій таксі — чарівна Гілді Естейргейзі (Бетті Ґаррет). Вона одразу відчуває симпатію до Чіпа, проте він спершу не відповідає їй взаємністю. Пошуки Айві приводять всіх чотирьох до Музею природознавства, де Оззі знайомиться зі студенткою-антропологом Клер Гаддестен (Енн Міллер). Захопившись танцями і піснями у музеї, п'ятірка перекидає скелет динозавра і тепер змушена ще й тікати від поліції.
Втомившись від пошуків і вважаючи цю справу безнадійною, друзі пропонують Ґейбі розділитись. Ґейбі відправляється до Симфонічного холу, де нарешті знаходить Айві. Айві не наважується зізнатись, що насправді вона не знаменитість, а танцюристка-початківець, яка не маючи грошей, щоб платити за уроки танців, змушена вечорами танцювати у бурлескному шоу. Вона обіцяє піти з ним увечері на побачення, проте вже об 11 вона повинна бути на роботі. Клер і Оззі займаються своїми справами. Чіп все ще сподівається відправитись у тур Нью-Йорком, проте Гілді нав'язливо запрошує його до себе додому, і він нарешті погоджується. Вдома у Гілді Чіп знайомиться з її набридливою сусідкою Люсі Шмілер (Еліс Пірс). Увечері всі зустрічаються на верхівці Емпайр-Стейт-Білдінг, де Чіп зізнається Гілді у своїх почуттях до неї.
Компанія відправляється у тур нічними клубами Нью-Йорку, аж раптом Айві несподівано зникає. Щоб розвеселити Ґейбі, Гілді запрошує Люсі приєднатися до них. Друзі запевняють Ґейбі, що йому не варто сумувати, адже він завжди може на них покластися. Здавалось би, Ґейбі вже ніколи більше не зустріти Айві (адже вже о 6 ранку їм слід повернутись на корабель), але тут він зустрічає вчительку танців Айві — мадам Діліовську (Флоренс Бейтс), яка розповідає правду про свою ученицю. Коли компанія знаходить дівчину на Коні-Айленді, їх наздоганяє поліція, яка розшукує їх за пригоду у музеї, викрадення таксі Гілді та перевищення нею швидкості. Проте дівчатам вдається переконати поліцію їх відпустити, адже хлопці — моряки, що вірно несуть службу флотові, а отже повинні мати право провести останні години своєї відпустки з коханими. Фільм завершується прощальним поцілунком закоханих на причалі.

## У ролях
| Актор         | Роль                          |
| ------------- | ----------------------------- |
| Джин Келлі    | Ґейбі                         |
| Френк Сінатра | Чіп                           |
| Джулс Маншин  | Оззі                          |
| Енн Міллер    | Клер Гаддесен                 |
| Бетті Ґаррет  | Брунгільда «Гілді» Естергейзі |
| Віра-Еллен    | Айві Сміт                     |
| Флоренс Бейтс | мадам Діліовська              |
| Еліс Пірс     | Люсі Шмілер                   |
| Джордж Мідер  | Професор                      |
| Ганс Конрід   | Франсуа                       |

Еліс Пірс була єдиною акторкою з оригінального бродвейського мюзиклу, яку запросили виконати свою роль у фільмі.
Актори не зазначені у титрах:
- Керол Гейні, асистентка Джина Келлі, танцювала разом з ним у балетному номері «Day in New York». Це була її перша поява на екрані
- Бі Бенадерет зіграла невелику роль дівчини з Брукліну у метро. Це також був її екранний дебют
- Берн Гофман виконав роль співака у порту

## Музичні номери
1. «I Feel Like I'm Not Out of Bed Yet» — Берн Гофман
2. «New York, New York» — Джин Келлі, Френк Сінатра, Джулс Маншин
3. «Miss Turnstiles Ballet» — інструментальна композиція
4. «Prehistoric Man» — Енн Міллер
5. «Come Up to My Place» — Френк Сінатра, Бетті Ґаррет
6. «Main Street» — Джин Келлі
7. «You're Awful» — Френк Сінатра, Бетті Ґаррет
8. «On the Town» — Джин Келлі
9. «Count on Me»
10. «A Day in New York» — інструментальне композиція
11. «New York, New York» (Reprise)